# 6539-es mellékút (Magyarország)
A 6539-es számú mellékút egy bő tizenöt kilométer hosszú, négy számjegyű mellékút Baranya vármegye északi részén, a Völgységben; Mágocs települést köti össze két kisebb, a keleti szomszédságában fekvő községgel.

## Nyomvonala
A 6538-as útból ágazik ki, annak 21+650-es kilométerszelvénye előtt, nem messze Baranya vármegye és Tolna vármegye határszélétől, de baranyai területen, Mekényes külterületének északkeleti széle közelében. Déli irányban indul, 1,1 kilométer után éri el a község lakott területét, ahol a Fő utca nevet viseli, és 2,5 kilométer után ki is lép a belkterületről. Ezután fokozatosan délnyugati irányba kanyarodik, 4,7 kilométer után egy rövid szakaszon elhalad Egyházaskozár északi határa mellett, de ezt a települést ennél jobban nem érinti, kevéssel ezután ismét teljesen mekényesi területen húzódik.
A folytatásban északnyugat felé fordul. 6,2 kilométer megtétele után eléri Nagyhajmás határszélét, pár száz méteren a határvonalat kíséri, majd teljesen ez utóbbi község területére ér. 7,5 kilométer után lép be az észak-déli irányban elnyúló település lakott területére, Mágocsi utca néven, és nem sokkal később, még a nyolcadik kilométere előtt el is hagyja azt. 9,5 kilométer után elhalad Nemerőpuszta településrész mellett, majd a tizedik kilométerénél kiágazik belőle az oda vezető alsóbbrendű bekötőút, és ugyanott át is lép Mágocs területére.
Mágocsra érve délnyugati irányt vesz, 12,5 kilométer után így éri el a település lakott területét. A települési neve itt Dózsa György utca, majd Ady Endre utca, több kisebb-nagyobb irányváltása van a kisvárosban, ezek egyikénél, 14,7 kilométer után kiágazik belőle észak-északnyugat felé a 65 195-ös út, Dombóvár Újdombóvár városrésze irányába. A település lakott területének nyugati szélén, a 6534-ös útba beletorkollva ér véget, annak 31+700-as kilométerszelvényénél.
Teljes hossza, az országos közutak térképes nyilvántartását szolgáló kira.gov.hu adatbázisa szerint 15,430 kilométer.

## Települések az út mentén
- Mekényes
- (Egyházaskozár)
- Nagyhajmás
- Mágocs